# غوردون ريتشاردز (ممثل)
غوردون ريتشاردز، من مواليد 27 أكتوبر 1893، وتوفي بتاريخ 13 يناير 1963، وهو ممثل سينمائي بريطاني، شارك بعدة أفلام، ومنها فيلم السجين زندا عام 1952.

## المواقع الخارجية
- غوردون ريتشاردز في قاعدة بيانات الأفلام على الإنترنت
- Gordon Richards at ibdb